# Schattenmorelle
'Schattenmorelle', o también 'Chatel Morel' es el nombre de una variedad cultivar de cereza (Prunus cerasus). Está estrechamente emparentado con Prunus avium. Esta cereza se cree que fue obtenida en Moreilles, (Países del Loira, Francia) ca. 1598.

## Sinónimos
- „Schattenmorelle“,
- „Griotte du Nord“,
- „Chatel Morel“,
- „English Morello“,
- „Große Lange Lotkirsche“,
- „Nordkirsche“,

## Origen
La variedad 'Schattenmorelle' es una cereza amarga bien conocida, mencionada antes de 1650 y descrita antes de 1800; esta proviene de Francia y se llama 'Griotte du Nord' o 'Chatel Morel'.
Esta es la variedad de guindas más plantada. Es una variedad que su maduración es tardía y trae altos rendimientos de fruta. El árbol es bastante poco exigente, crece bien a la sombra y tiene muchas frutas.

## Características de la variedad

### árbol
El árbol tiene un crecimiento de talla baja a medio fuerte, delgado y arbustivo.

### Fruta
El tallo de la fruta es de longitud media, con una longitud de aproximadamente 40 mm y generalmente está provisto de una o más hojas verdes. 
La drupa es de grande a muy grande, de redondeada a ligeramente oval, dependiendo de colgando. El color de la firme, opaca y brillante piel es inicialmente rojo claro y se vuelve rojo más oscuro cuando madura, hasta un rojo negruzco cuando está completamente maduro. 
La pulpa es suave y muy jugosa con un color rojo oscuro. Tiene un sabor pronunciadamente ácido a pesar del alto contenido de azúcar con un valor de pH de 3.4, que se mejora con la cocción. 
El hueso es aproximadamente de 12.5 mm relativamente grande, de forma oval larga, se desprende muy bien de la pulpa y usualmente permanece colgando de un tallo. 
La fruta madura entre el 15 de julio y el 15 de agosto. 

### Otras propiedades
El 'Schattenmorelle' es autofértil y, por lo tanto, no necesita polinizador, pero puede fertilizar otras variedades de cerezo de floración tardía como él. 
La variedad 'Schattenmorelle' se utiliza como compañero de fertilización de la variedad 'Hedelfinger Riesenkirsche' ya que esta es autoestéril y necesita a un donante de polen. 

### Condiciones del sitio
Es poco exigente y también adecuado para situaciones frías y terrenos fríos, pero es sensible al calor y la sequía. 
'Schattenmorelle' es propenso a la sequía de encaje. Para su perfecto desarrollo prefiere un lugar parcialmente sombreado.

## Usos
'Schattenmorelle' es la variedad de cereza amarga más cultivada del mundo. 
La fruta se procesa a menudo en mermeladas y conservas. Es el tipo de cereza más utilizado para productos horneados de todo tipo, como el mundialmente famoso Pastel de la Selva Negra.

## Procedencia del nombre de 'Schattenmorelle'
Hay cuatro hipótesis para la derivación del nombre 'Schattenmorelle', cada una de las cuales supone un cambio de sonido:
- 'Château de Moreilles': Se dice que este tipo de guindas se han conseguido en 1598 en el jardín de este castillo. No se conoce el « Château de Moreilles » en Francia. Hoy, sin embargo existe el castillo de L'Abbaye « Abbaye de Moreilles »  en Moreilles, Países del Loira[4] in Moreilles[5] (reconstruido en el siglo XVII, parte de la antigua abadía Beata Maria de Moroliis, en la guerra de los 100 años (1453) fue casi destruida y en las guerras religiosas (1580) fue completamente destruido;
- de Latin amarus, engl. morello, ital. amarello ("amargo"): el tono morello, sin embargo, no es amargo, sino agrio;
- Maurella palabra latina tardía, diminutivo de maurus ("Mohr"), que se refiere al color oscuro de la fruta: el morello blanco es rojo brillante a rojo durante la madurez, solo cuando está completamente maduro, es de color rojo oscuro;[6]
- por 'Chatel Morel' (sinónimo de 'Griotte du Nord'):[7] El nombre francés de Schattenmorelle.[8]

De estas hipótesis, la última se considera la más probable.

Schattenmorelle
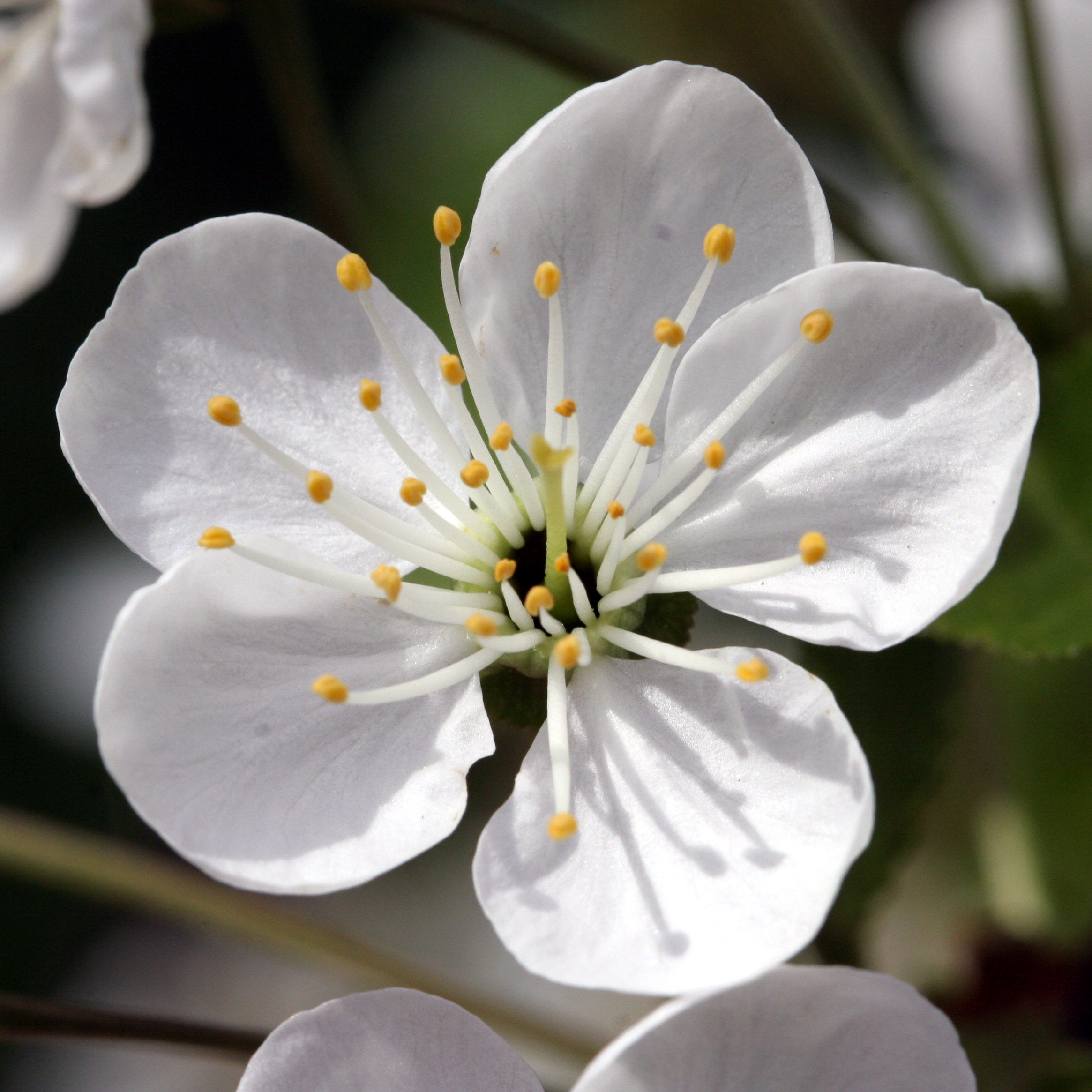
Flor de 'Schattenmorelle' en Bensheim (Südhessen).
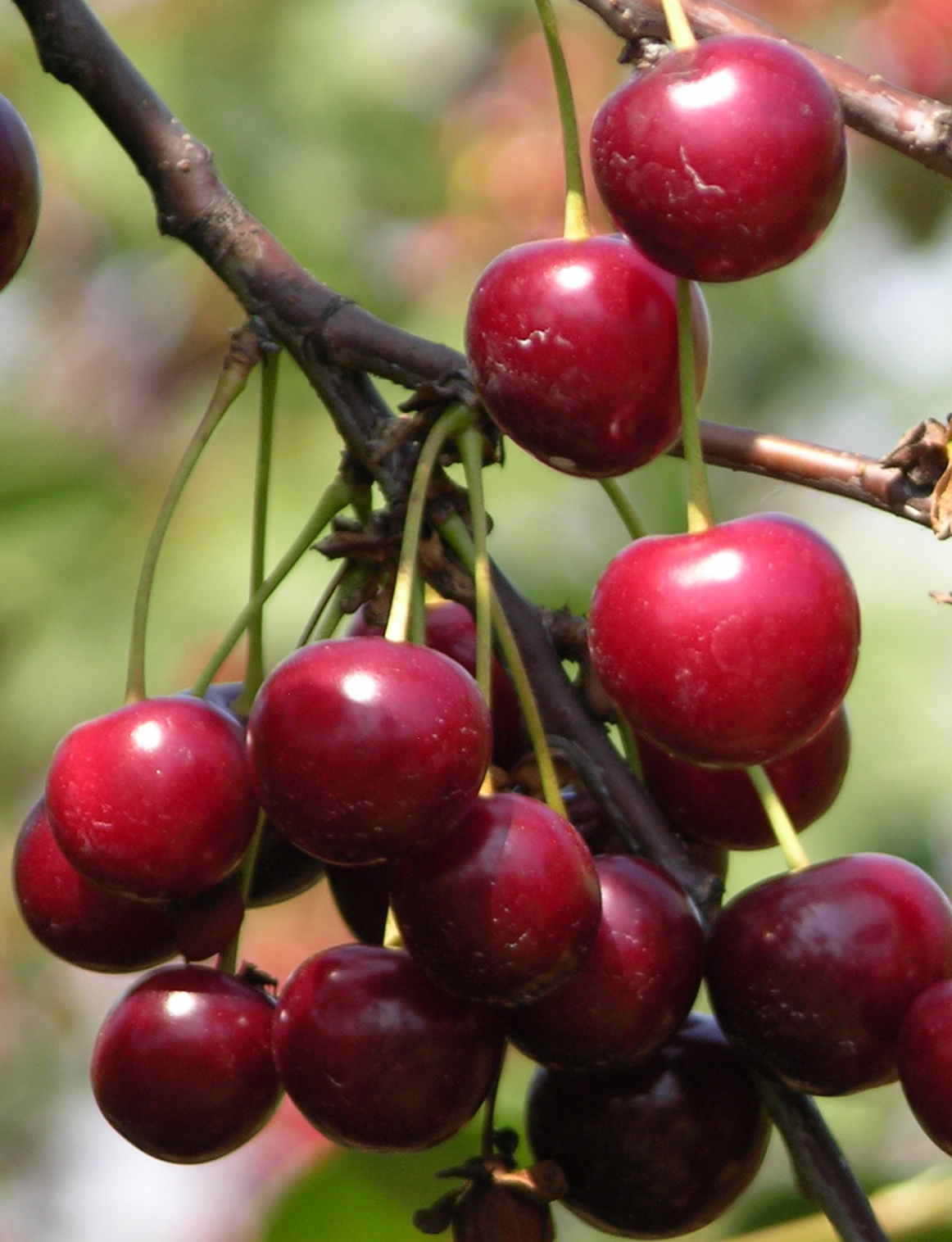
Frutos maduros de 'English_Morello'.
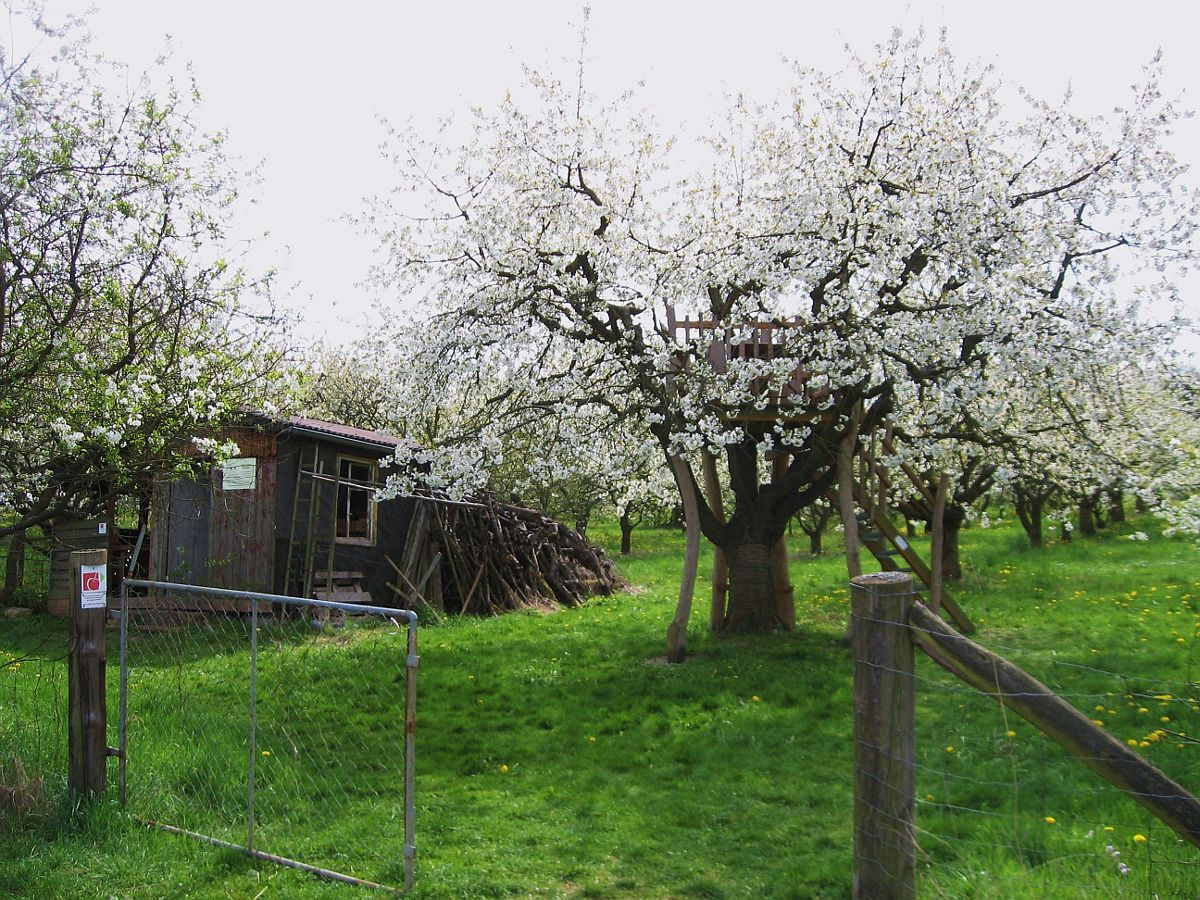
Floración de 'Griotte du Nord'.